# Snapdragon Stadium
El Snapdragon Stadium es un estadio multiusos ubicado en la ciudad de San Diego, estado de California, Estados Unidos. Desde su apertura en septiembre de 2022, ha sido el campo local de los San Diego State Aztecs, el equipo de fútbol americano universitario de la Universidad Estatal de San Diego (SDSU), que compite en la NCAA. Además, del equipo de fútbol Soccer masculino San Diego FC de la Conferencia Oeste (MLS) y femenino San Diego Wave FC de la National Women's Soccer League (NWSL) y del club de rugby San Diego Legion de la Major League Rugby (MLR) desde 2023.
El estadio se construyó junto al demolido San Diego Stadium, conocido como Jack Murphy Stadium, Qualcomm Stadium y SDCCU Stadium, que fue el campo de los San Diego Chargers de la National Football League (NFL) desde 1967 hasta 2016, y de los San Diego Padres de la Major League Baseball (MLB) desde 1969 hasta 2003.
El estadio posee una capacidad para 35.000 aficionados, y ante una posible nueva franquicia de la NFL para la ciudad de San Diego, el estadio podría ampliarse de 35.000 a 55.000 asientos.

## Historia
Luego de la salida anunciada de los San Diego Chargers de la NFL de lo que entonces era el SDCCU Stadium al área de Los Ángeles en enero de 2017, se comenzó a enfocar en construir un nuevo estadio para los Aztecs que fuera moderno y del tamaño adecuado para el programa. En el transcurso de los siguientes casi dos años, tomó forma el plan para lo que se convertiría en el Snapdragon Stadium y el desarrollo urbano conocido como SDSU Mission Valley.
SDSU Mission Valley contará con 80 acres (323,749 m²) de zonas verdes y terrenos abiertos que incluyen 34 acres (137,593 m²) de un parque fluvial a lo largo del río San Diego. El distrito de innovación de 1,6 millones de pies cuadrados (148 644 m²) está diseñado para expandir los programas educativos, de investigación, comerciales y tecnológicos de la universidad. También hay edificios residenciales, oficinas, un hotel y tiendas minoristas. Se espera que la construcción a desarrollarse por fases tome de 10 a 15 años. 
La construcción del estadio comenzó el 17 de agosto de 2020 con una ceremonia de inauguración, con un costo de USD 310 millones. Los costos de construcción de todo el proyecto SDSU Mission Valley se estiman en 3.500 millones de dólares estadounidenses.
El 6 de diciembre de 2021, el fabricante de semiconductores Qualcomm se convirtió en el patrocinador principal del nuevo recinto y el estadio recibió el nombre del procesador Snapdragon. El acuerdo tiene una vigencia de 15 años con un pago anual por parte de la empresa de US$3 millones.
A mediados de diciembre de 2021, el San Diego Wave FC anunció que se mudarían del Torero Stadium al nuevo estadio. A principios de febrero de 2022 se sumó otro inquilino del estadio, los San Diego Legion de la Major League Rugby que lo utilizará a partir de 2023.
El nuevo estadio fue seleccionado en enero de 2022 para albergar el Campeonato Mundial de Lacrosse Masculino de 2023.
Los operadores del Estadio Snapdragon esperan que en los próximos años se asigne un equipo de expansión de la Major League Soccer a San Diego y que las instalaciones sean la sede de la nueva franquicia. Con 35.000 asientos, el recinto cumple con los requisitos de la MLS.
La ciudad de San Diego (con el Estadio Snapdragon) se encuentra entre un círculo de sedes potenciales para la Copa Mundial de Rugby de 2031 y la Copa Mundial Femenina de Rugby 2033, otorgadas a los Estados Unidos en mayo de 2022.
La inauguración tuvo lugar para el inicio de temporada el 3 de septiembre de 2022, con un juego entre los San Diego State Aztecs ante los Arizona Wildcats, que finalizó con la derrota de los aztecas 38-20.

## Copa de Oro de la Concacaf 2025
| Fecha               | Fase           | Equipo     |                       | Resultado |                           | Equipo         | Espectadores |
| ------------------- | -------------- | ---------- | --------------------- | --------- | ------------------------- | -------------- | ------------ |
| 15 de junio de 2025 | Fase de grupos | Costa Rica | Bandera de Costa Rica | 4:3       | Bandera de Surinam        | Surinam        | 7736         |
| 15 de junio de 2025 | Fase de grupos | Haití      | Bandera de Haití      | 0:1       | Bandera de Arabia Saudita | Arabia Saudita | 7736         |
| 17 de junio de 2025 | Fase de grupos | Curazao    | Bandera de Curazao    | 0:0       | Bandera de El Salvador    | El Salvador    | 13 042       |

## Galería

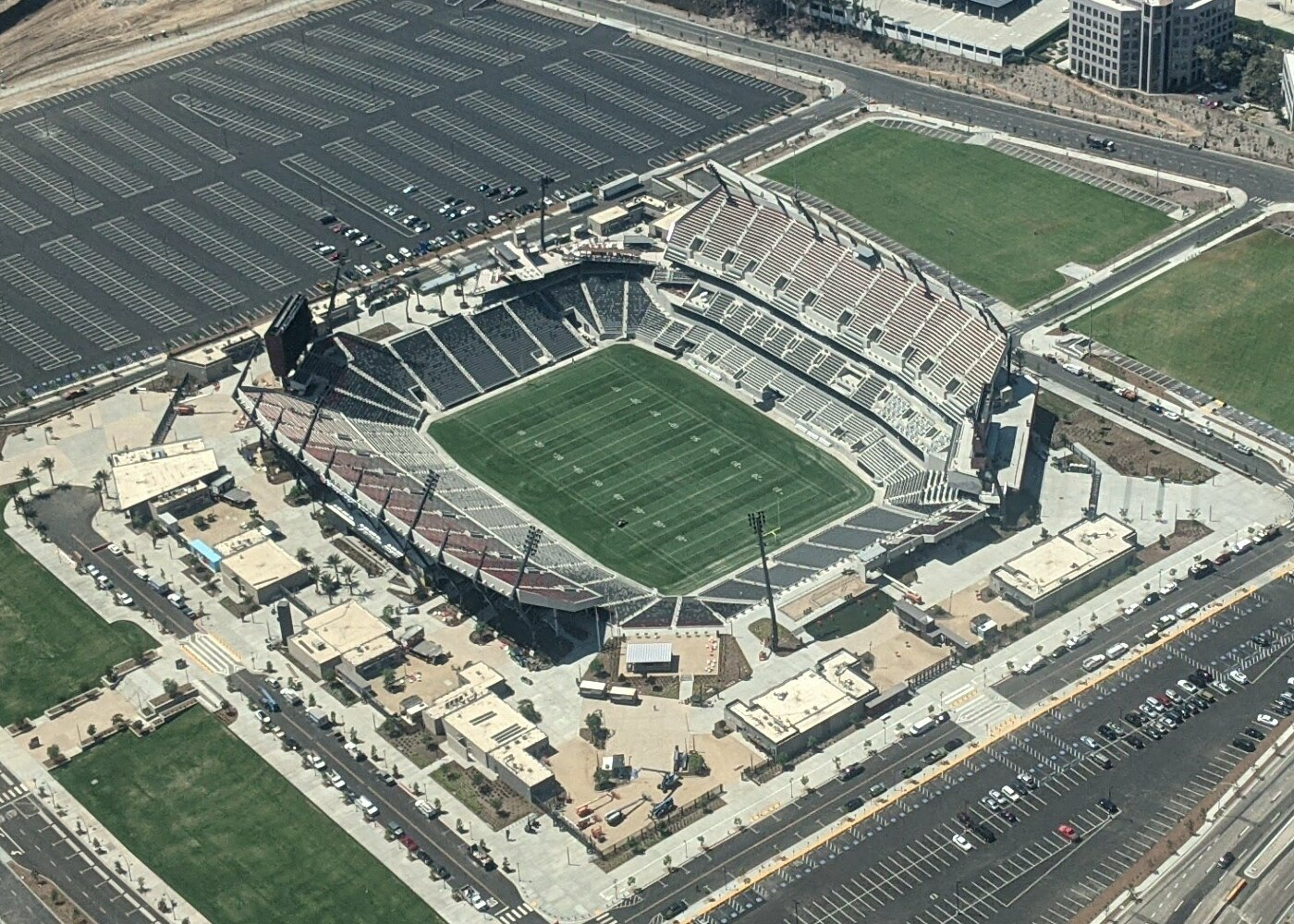
Vista aérea
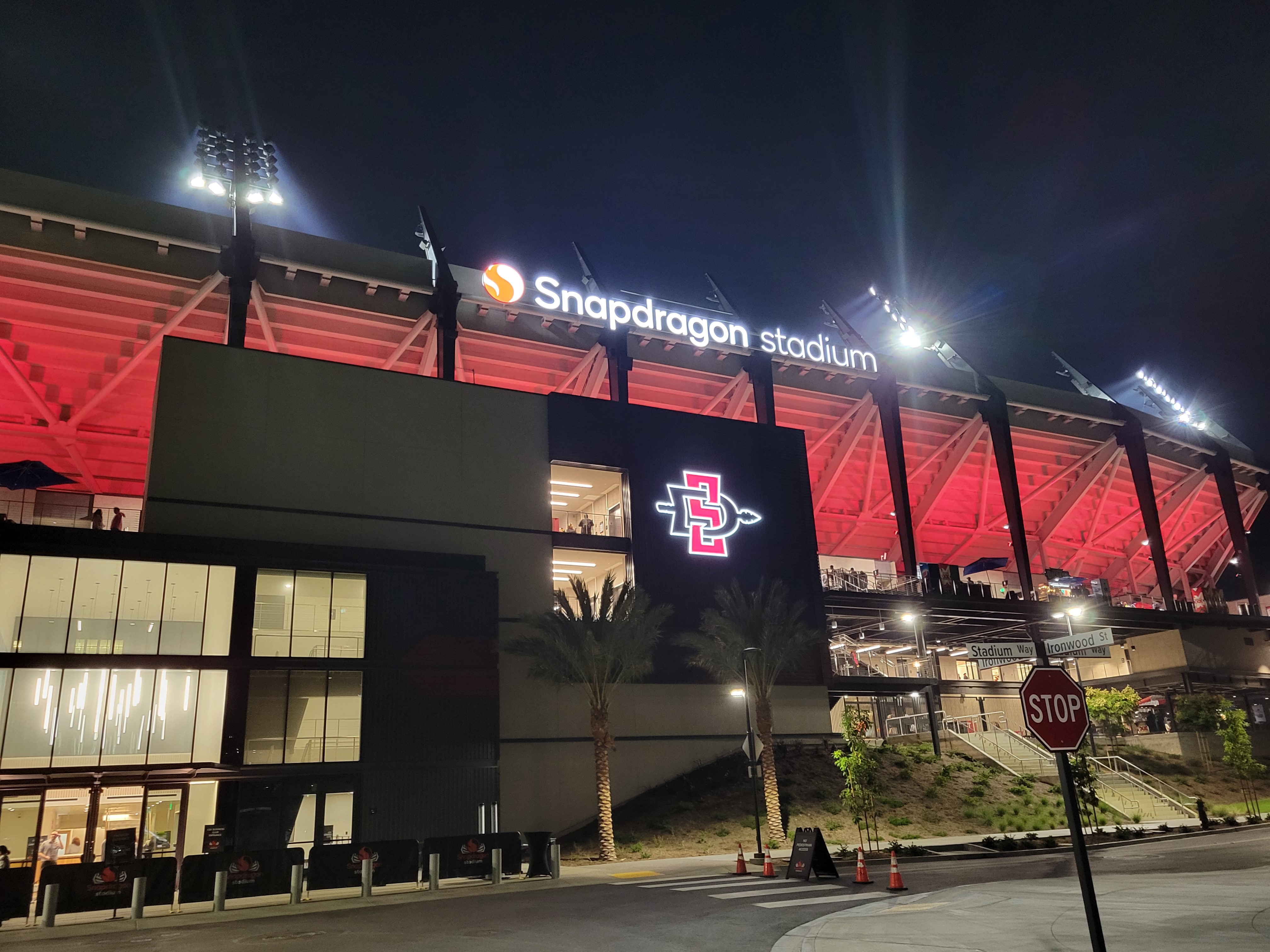
Ingreso al Snapdragon Stadium
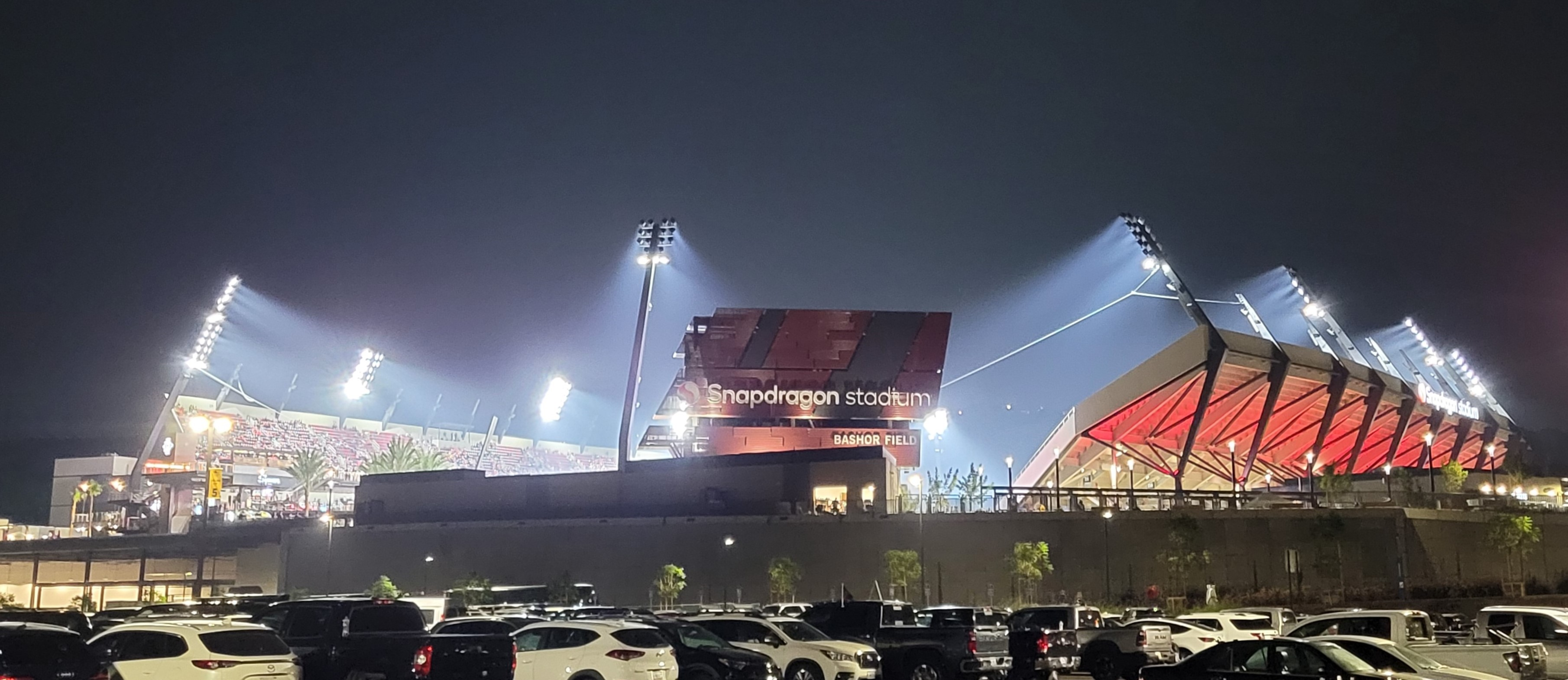
Snapdragon Stadium partido nocturno
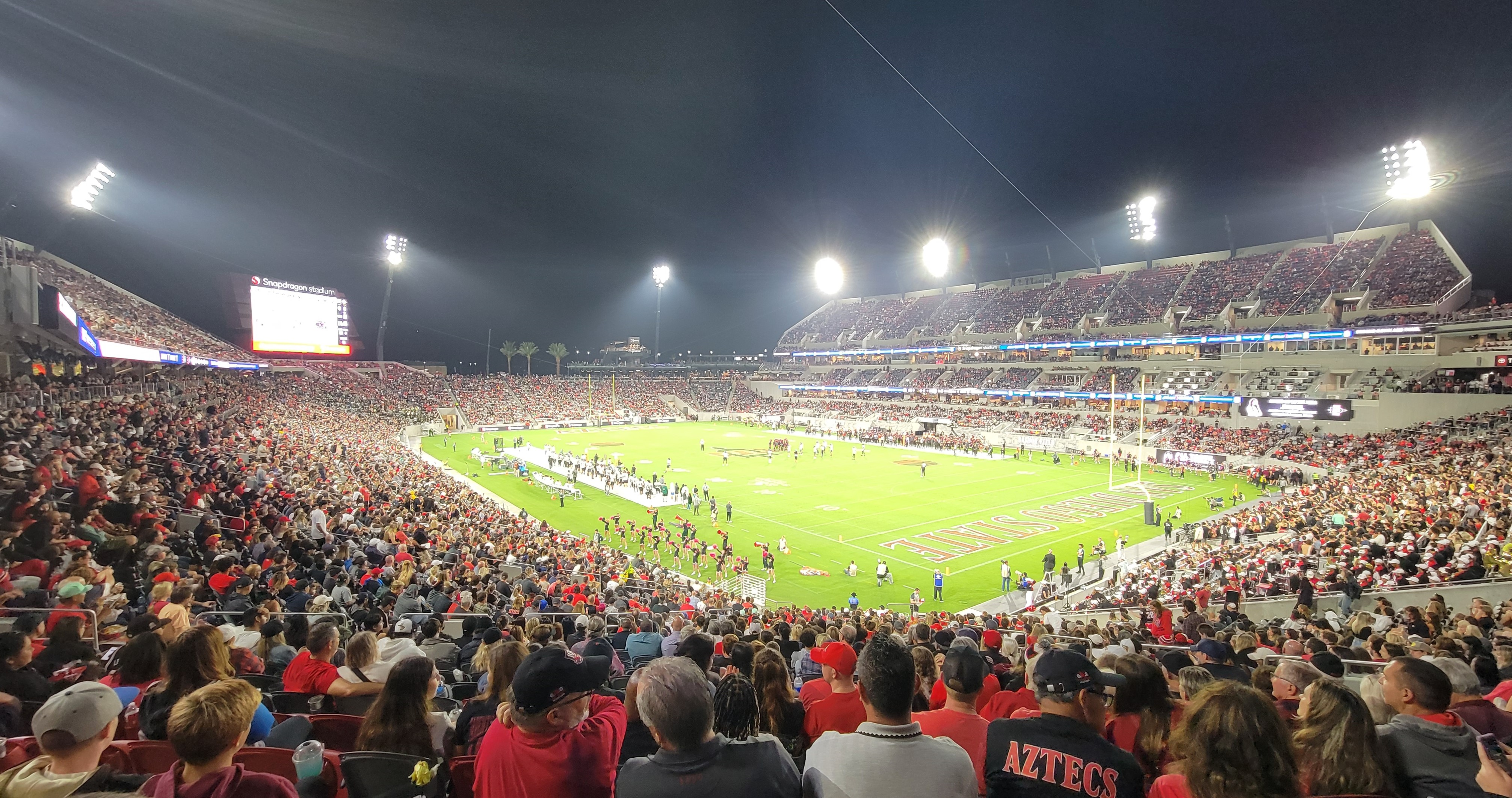
Imagen panorámica